# Belgiens herrlandslag i volleyboll
Belgiens herrlandslag i volleyboll (franska: Équipe de Belgique de volley-ball masculin) representerar Belgien i volleyboll på herrsidan. Laget slutade på åttonde plats i såväl 1968 års olympiska turnering. som världsmästerskapet 1970.

### Fotnoter
1. ↑  Todor Krastev (19 mars 1968). ”Men Volleyball XIX Olympic Games 1968 Mexico City (MEX) - 13-26.10 Winner Soviet Union” (på engelska). Sport Statistics. Arkiverad från originalet den 1 maj 2011. https://web.archive.org/web/20110501223656/http://www.todor66.com/volleyball/Olympics/Men_1968.html. Läst 28 juni 2015.
2. ↑  Todor Krastev (19 mars 2014). ”Men Volleyball VII World Championship 1970 Sofia (BUL) - 20.09-02.10 - Winner East Germany” (på engelska). Sport Statistics. Arkiverad från originalet den 16 november 2015. https://web.archive.org/web/20151116062117/http://todor66.com/volleyball/World/Men_1970.html. Läst 28 juni 2015.